# ألبرت جي. ويلك
ألبرت جي. ويلك هو سياسي أمريكي، ولد في 1895، وتوفي في 1977. نشط حزبياً في الحزب الديمقراطي. وقد انتخب عضو مجلس ولاية ميشيغان ‏.